# متحف الكانكون الغارق تحت الماء
متحف الكانكون الغارق تحت الماء (MUSA) هو منظمة غير ربحية مكرسة لحفظ الفن ومقرها في كانكون، المكسيك. بدأ إنشاء هذا المتحف في عام 2009م واكتمل بنهاية عام 2013م، ويضم المتحف مجموعة من 500 منحوتة، سلسلة منها من أعمال النحّات «جايسون ديكاريز تايلور» وخمسة نحاتين مكسيكيين آخرين من حديقة الكانكون البحرية الوطنية، بالإضافة إلى 3 صالات عرض مختلفة مغمورة ما بين 3 و6 أمتار تحت الماء. وكان هذا المتحف فكرة مدير الحديقة «جايمي غونزاليس كانتو» بمساعدة من النحّات «جايسون ديكاريز تايلور».

## التاريخ
في بداية عام 2008 بدأ «جايمي غونزاليس كانتو» و«جايسون تايلور ديكاريز» في وضع الخطط لإنشاء متحف تحت الماء، والذي ستقوم الطبيعة فيما بعد بتشكيله إلى شعاب مرجانية.
لاحظ مدير حديقة كوستا أوكسيدنتال الوطنية في جزيرة موخيريس، د. جايمي غونزاليس ميكي أن الشعاب المرجانية الطبيعية تم إتلافها من قبل السياح والمراسي والغواصين، وبدأ في ملاحظة أن شعاب مانتشونيس (Manchones reef) وهي أكبر الشعاب المرجانية في كانكون بالمكسيك، قد أصبحت الأكثر تضرراً لأنها تُزار بشكل أكبر من قبل الغواصين والسباحين.
سوف يحظى الزوار الذين يأتون إلى الكانكون بالآلاف كل سنة للغوص والسباحة في الشعاب الطبيعية، بشعاب مرجانية جديدة لاستكشافها وسوف يبدأوا في إنقاذ الشعاب التالفة أيضاً. اقترح الدكتور غونزاليس كانتو إلى رئيس جمعية الكانكون البحرية - في وقت رئيس الرابطة البحرية روبرتو دياز إبراهام - فكرة أخذ السباحين والغواصين إلى منطقة حيث توجد الشعاب المرجانية والشعاب المرجانية الصلبة منذ عام 2005 لبدء توجيههم بعيداً عن شعاب مانتشونيس المرجانية. وفي يناير من عام 2008، توقع روبرتو أن هذه الحدائق الاصطناعية ستستغرق عدة سنوات أخرى لتزدهر وتصبح عامل جذب، مما جعله يبتعد عن هذا المشروع، فيما كان الدكتور غونزاليس كانتو يعلم أن هنالك طريقة لحماية الشعاب المرجانية وبناء شعاب اصطناعية من شأنها جذب السياح بعيداً عن الشعاب التالفة، فبدأ بالقيام بالمزيد من الأبحاث حول كيفية بناء الشعاب الاصطناعية، عندها وجد النحات البريطاني جايسون ديكاريز تايلور. في ذلك الحين، كان تايلور يعمل على التماثيل الموجودة تحت الماء في جزر الكناري التي تجذب الحياة النباتية وكذلك الحياة البحرية التي تنمو وتتغذى على الحياة النباتية، وفي نفس الوقت كان جايسون يعمل مدرباً للغوص في منطقة البحر الكاريبي مما سمح له برؤية الفن بطريقة مختلفة.
وافق روبرتو دياز ابراهام - رئيس الرابطة البحرية - على خطة جايسون ديكاريز تايلور في إنشاء متحف تحت الماء، فالتقى كلاً من ابراهام، وكانتو، وتايلور وانشئوا متحف الكانكون الغارق تحت الماء (MUSA)، وتم التعاقد مع تايلور ونحاتين مكسيكيين آخرين للقيام بالعمل الأولي. وبعد خمس سنوات من تأسيس المتحف، وضع ستة فنانين آخرين أعمالهم تحت قاع المحيط، وبنهاية عام 2013 تم إضافة 500 منحوتة إلى مجموعة متحف الكانكون. يحتوي معرض مانتشونيس (Manchones) على 477 قطعة فنية في حين يحتوي معرض نيزوك (Nizuc) على 23 قطعة. ووضعت 26 قطعة مماثلة في مركز للزوار في مجمع الكوكلكن التجاري (Kukulcan plaza). قام أكثر من 100,000 شخص من أصل 500,000 ممن يزورون المحميات الحكومية، بزيارة متحف الكانكون الغارق تحت الماء خلال عام 2013.

## «التطور الصامت»
قام جايسون ديكاريز تايلور بتسمية مجموعته الخاصة من المنحوتات باسم «التطور الصامت»، وتقوم فكرة هذه المجموعة بإظهار تفاعل البشر مع البيئة من حولهم، ولهذا أثر سلبي وإيجابي على حد سواء. فالجانب الإيجابي يكمن في إظهار أن البشر قادرين على التعايش مع الطبيعية وخلق مستقبل عمليّ فيما بينهما، أما بالنسبة للجانب السلبي فيكمن في أن البشر قد أضرّوا بالطبيعة والشعاب المرجانية وهم لا يظهرون أي أسف تجاه هذا الأمر.
تم صنع التماثيل لتمثّل أعضاء مجتمع الصيد المحلي حيث يعيش جايسون ديكاريز تايلور، ولكل تمثال شخصيته وميزاته الخاصة. كما ركز ديكاريز تايلور على كل التفاصيل بدءاً بشعر التمثال وانتهاءً بملابسه ليكون مثالياً. وتهدف هذه التماثيل إلى المحافظة على الشعاب المرجانية.
أحد هذه التماثيل فتاة صغيرة تنظر إلى السطح بابتسامة باهتة على وجهها، وآخر عبارة عن ستة رجال أعمال رؤوسهم في الرمال ولا يولون اهتماماً لما يحيط بهم، وقام ديكاريز تايلور أيضاً بصنع تمثال لرجل يجلس خلف مكتبه وكلبهُ مستلقي خلفه، ولكن الرجل يبدو متعباً ومنعزلاً عن محيطه. جميع التماثيل في «التطور الصامت» تُظهر كيف يرى بعض البشر محيطهم ويتبنوه. يتم نحت التماثيل وتنظيفها قبل أن تؤخذ إلى تحت الماء، لذا هي لا تحتوي على أي مواد كيميائية قد تُضر بالمياه أو الحيوانات أو الشعاب المرجانية.
استغرق إنشاء هذا المتحف من جايسون ديكاريز تايلور 18 شهراً، و120 طناً من الخرسانة والرمل والحصى، و38000 من الألياف الزجاجية، و400 كيلو غرام من السيليكون، و120 ساعة من العمل تحت الماء. عند تصميم التماثيل تم التخطيط بحيث تتحول فيما بعد إلى شعاب اصطناعية. صُنعت التماثيل بدرجة الحموضة في الخرسانة البحرية وذلك بمساعدة بعضاً من المسئولين في الحديقة البحرية وجمعية الكانكون البحرية، وزُرعت بالقرب منها بعض الشعاب المرجانية مثل (مرجان النار). تتكون تماثيل التطور الصامت من جزأين، الجزء الأول وهو التماثيل نفسها الموجودة تحت الماء، والجزء الثاني هو ما تفعله الطبيعة لهذه التماثيل والمرجان الذي سيتشكل عليها وينمو.

## المتحف

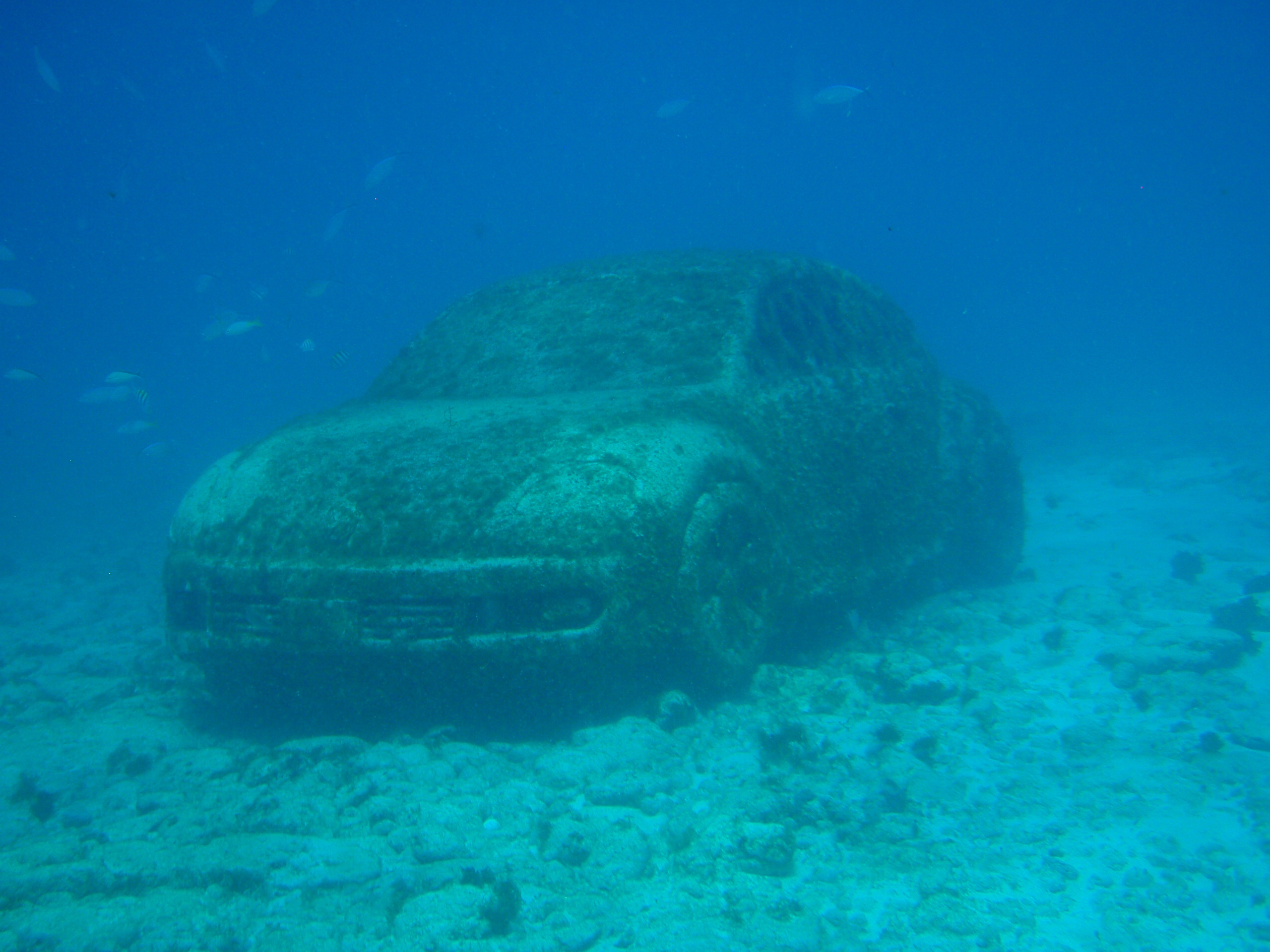
سيارة فولكس فاجن تحت الماء

تم إنشاء 3 صالات للعرض؛ اثنتان منها تحت الماء والثالثة على اليابسة. حصل متحف الكانكون الغارق تحت الماء على تصريح لإغراق 1200 مبنى في 10 مناطق مختلفة داخل الحديقة البحرية الوطنية، وقد انشئ اثنان منها فقط الأول في شعاب مانتشونيس المرجانية (Manchones) ويحتوي على 477 تمثالاً، والآخر في بونتا نيزوك (Punta Nizuc) ويحتوي على 23 هيكلاً جميلاً.
كان جايسون ديكاريز تايلور يملك رافعة خاصة لإنزال التماثيل تحت الماء كي لا يتلف أحدها خلال هذه الخطوة. بعض التماثيل الثقيلة يتم إنزالها إلى الماء باستخدام أكياس رفع؛ وهي أكياس هواء تساعد في التحكم بالتمثال ووضعه في مكانه الصحيح. تقع صالة العرض الثالثة في مركز الكوكلكن التجاري وتحتوي على 26 تمثالاً مقلداً وأصلياً، وقد تجد هناك نحت السيراميك الأصلي لروبرتو دياز إبراهام والمُسمى بالمحيط موسى، ويعد روبرتو دياز ابراهام المؤسس المشارك لمتحف الكانكون الغارق تحت الماء مع الدكتور جايمي غونزاليس كانتو، مدير الحديقة البحرية.
تم التخطيط لتثبيت حوالي 500 تمثالاً بحلول نهاية عام 2010. ويمكن للسباحين، والغواصين، والسياح زيارة هذا المتحف الموجود تحت الماء عن طريق القوارب ذات القاع الزجاجي، كما سيتم تثبيت تماثيل جديدة هذا الصيف من قِبل النحات الكوبي «إيلير أمادو جيل» تحت مسمى المقدسات في صالة عرض جديدة: تشيتاليس (Chitales).

## المنافع
تم إنشاء هذا المتحف الموجود تحت الماء لصالح حماية الشعاب المرجانية. عادة ما تتكون الشعاب الاصطناعية بسبب السفن الغارقة وغيرها من الأشياء التي تسقط إلى أسفل قاع المحيط، وتعد التماثيل تقنية جديدة ومادة للمرجان كي ينمو ويتجمع لذا فالفن قد أنقذ المحيطات.
صُنع كل تمثال بدرجة الحموضة الموجودة في الاسمنت، والمرجان، والأعشاب البحرية، والطحالب التي تنمو على التماثيل بشكل أفضل من على أي سفينة قديمة. من المعروف أن أفضل سطح للشعاب الاصطناعية كي تتشكل عليه هي الهياكل المستقرة فوق قاعدة مستقرة أيضاً. وتعد الثقوب من الميزات الموجودة في التماثيل وهي ما تسمح للحياة البحرية باستعمار وتغذية الشعاب المرجانية مما يسمح في زيادة الشعاب المرجانية والحياة البحرية معاً. تبدأ التماثيل بالتغير بعد فترة قصيرة تحت الماء، كما تبدأ الطبيعة بالقيام بدورها في النمو بمساعدة البشر، وفي في هذا الوقت يتم تغطية التماثيل جميعها بالشعاب المرجانية فتصبح ملامحها بالكاد واضحة.
وتطول فائدة المتحف المجتمع كذلك. حيث سيزيد عدد السياح مع الدفعة الجديدة من التماثيل كما سيتم تحضير جولات جديدة لهم. وبالرغم من أن المتحف يعد مفيداً في الجولات السياحية وأعمال الغوص، إلا أن المرشد السياحي للكانكون والغواص «خوان كارلوس غاريدو» يخشى من أن المتحف لن يدوم بسبب السياح حيث أن التماثيل والشعاب المرجانية قد تُدمّر أو تتضرر، ولكن هذه التماثيل تهدف للحفاظ على نمو الشعاب المرجانية وحتى لو تضرر بعضها فإن التماثيل ستساعد على نموها من جديد.

## روابط خارجية
- Underwater Sculpture by Jason deCaires Taylor website
- Cancun underwater museum on Bloosee
- MUSA Cancun Underwater Museum
- [1]